# Max Scheler

Max Scheler

Max Ferdinand Scheler (* 22. August 1874 in München; † 19. Mai 1928 in Frankfurt am Main) war ein deutscher Philosoph, Anthropologe und Soziologe.

## Leben

### Jugend
Scheler war der Sohn eines vom protestantischen Christentum zum Judentum übergetretenen Domänenverwalters und einer orthodox-jüdischen Mutter. Er studierte ab 1899 in München und Berlin Medizin, Philosophie und Psychologie, in Berlin außerdem (unter anderen bei Wilhelm Dilthey, Carl Stumpf und Georg Simmel) Soziologie. In Jena lernte er den Neukantianismus, der dort von Otto Liebmann vertreten wurde, vor allem in den Bereichen Ethik und Erkenntnistheorie kennen und wurde 1897 bei Rudolf Eucken mit dem Thema Beiträge zur Feststellung der Beziehungen zwischen den logischen und ethischen Prinzipien promoviert. Im Jahr 1899 habilitierte er sich in Jena mit dem Thema Die transzendentale und die psychologische Methode. Im selben Jahr heiratete Scheler Amelie Ottilie, geborene Wollmann geschiedene von Dewitz-Krebs (1868–1924).

### Schaffenszeit
Erste Momente der Neuorientierung erfuhr Scheler durch die Lektüre von Husserls Logischen Untersuchungen in den Jahren 1900 bis 1901. Bis 1905 lehrte er an der Universität Jena als Privatdozent. Aufgrund eines Skandals um seine Affäre mit Helene Voigt-Diederichs, der Ehefrau von Eugen Diederichs, musste er seine Position in Jena aufgeben.
Während seiner Umhabilitation bei Theodor Lipps an der Universität von München machte er 1906 die Bekanntschaft der dort ansässigen Phänomenologen (Alexander Pfänder, Moritz Geiger, Johannes Daubert, Dietrich von Hildebrand). Neben Husserl beeinflussten ihn in dieser Zeit Immanuel Kant, Henri Bergson und Friedrich Nietzsche. 1909 wurde er durch seine Ehefrau in einen weiteren Skandal, den Prozess „über die Würde eines Hochschullehrers“, verwickelt, so dass er 1910 auch in München seine Position als Dozent aufgeben musste. Er ging nach Göttingen und Berlin und nahm bis zum Ausbruch des Weltkrieges regelmäßig in der Philosophischen Gesellschaft Göttingen eine freie Lehrtätigkeit auf. Ab 1911 begann seine fruchtbare Schaffensperiode mit zahlreichen Publikationen, beginnend mit seinem Hauptwerk über einen ethischen Personalismus.
Nach seiner Scheidung im Februar 1912 heiratete er im Dezember desselben Jahres Märit Furtwängler (1891–1971), eine Tochter des Archäologen Adolf Furtwängler und eine Schwester des Dirigenten Wilhelm Furtwängler.
Aus gesundheitlichen Gründen musste er am Ersten Weltkrieg nicht als Soldat teilnehmen. Er schwärmte (wie viele Intellektuelle auch) für den Kriegsanfang (u. a. in Kaffeehäusern), siehe auch Augusterlebnis. So äußerte er 1915 in seiner Schrift Der Genius des Krieges und der Deutsche Krieg, der Weltkrieg sei ein Aufruf zur geistigen Wiedergeburt des Menschen und eine Zerfallserscheinung des Kapitalismus. Zu diesen Schriften zählt auch Der Krieg als Gesamterlebnis.
Von 1916 bis 1922 arbeitete er regelmäßig an der katholischen Zeitschrift Hochland mit. Laut Wolfhart Henckmann (1998) war sein wichtigster Beitrag dort der Artikel Soziologische Neuorientierung und die Aufgabe der deutschen Katholiken nach dem Kriege, der 1916 herauskam. Zu Ostern 1916 wurde er im Kloster Beuron feierlich in die katholische Kirche aufgenommen. Er kam zu der Auffassung, dass für das Nachkriegseuropa ein christlicher Sozialismus oder Solidarismus geeignet sei, um einen Weg zwischen dem kapitalistischen Westen und dem kommunistischen Osten zu finden. Durch die Beschäftigung mit der platonisch-augustinischen Liebe im Katholizismus entwickelte er weltoffene Glaubensvorstellungen.
1917/18 betreute er im Dienste des Auswärtigen Amtes in der Schweiz und in den Niederlanden deutsche Kriegsgefangene.
Mit der 1921 erschienenen Publikation Vom Ewigen im Menschen initiierte er in der Weimarer Republik eine geistig-religiöse Erneuerungsbewegung in der katholischen Tradition, an der er selbst jedoch nicht teilnahm.
Nach seiner Berufung zum Professor für Philosophie und Soziologie an die Universität zu Köln 1919, die vom Kölner Oberbürgermeister Konrad Adenauer unterstützt worden war, distanzierte er sich öffentlich vom Katholizismus. So hielt er auf einer Gedenkfeier zum 250. Todestag Spinozas Anfang 1922 eine Rede, die zeigte, dass er sich inzwischen dem Spinozismus der Goethezeit und den Ideen Nietzsches zugewandt hatte. Zu seinen Doktoranden gehörte der spätere Psychiater Kurt Schneider. Als Direktor des Instituts für Sozialwissenschaften trug Scheler zum Aufbau einer neuen Soziologie bei. In seiner Lehre verknüpfte er zwei historische Momente der Gesellschafts- und Wissenschaftsentwicklung in Europa: die neue Physik im 17. Jahrhundert und die Herausbildung der kapitalistischen Wirtschaft.
Als er 1924 nach erneuter Scheidung eine Ehe mit Maria Scheu (1892–1969) einging, beurteilten konservative Katholiken ihn als einen Menschen mit labilem Charakter, der zwischen Triebhaftigkeit und Geistigem schwanke.
1925 hielt er zum ersten Mal Vorlesungen über die Grundzüge der philosophischen Anthropologie, in der er gemäß dem Zeugnis Heideggers das Besondere des Menschen als „Miterwirker Gottes“ jenseits eines einfachen Theismus oder eines verschwommenen Pantheismus herauszuarbeiten suchte.
Seine Auseinandersetzung mit den Krisen des 20. Jahrhunderts führte ihn zu neuen Auffassungen. Er hielt im Januar 1927 vor Generälen der Reichswehr im Reichswehrministerium Berlin sowie im Februar 1927 an der Deutschen Hochschule für Politik den Vortrag Die Idee des Friedens und des Pazifismus, der 1931 aus dem Nachlass als Buch herausgegeben wurde. Darin wirft er vier Fragen auf: Ob ewiger Frieden menschenmöglich sei, ob es eine „kulturelle Evolutionstendenz“ zur Verwirklichung des Ideals des ewigen Friedens gebe, ob ewiger Frieden in der Gegenwart absehbar sei, z. B. anhand der pazifistischen Strömungen und ob es Institutionen gebe, die das Ideal realisieren könnten. Er beantwortet diese Fragen wie folgt: Kampf sei eine anthropologische Konstante, Krieg nicht. Es gebe zwar Anzeichen für einen kulturellen Wandel vom „Recht der Macht“ zur „Macht des Rechts“. Die pazifistischen Strömungen, vor allem der seinerzeitige (1931) „liberal-freihändlerische Pazifismus“, seien nicht geeignet, das Ziel zu erreichen; durch freien Handel erlöschten die Motive für Kriege nicht. Auch hinter dem Völkerbund stehe der westeuropäische „Großkapitalismus“, also nicht die „Menschheit“. So sei auch die Friedenskonferenz in Washington 1921 nur als Vorspiel weiterer Weltkriege zu werten. Auch marxistischen Bestrebungen, den Frieden auf der Basis von Revolutionen zu erreichen, erteilte er eine Absage. Die Befriedung der Welt durch eine einzige Großmacht sah er als ausgeschlossen an.

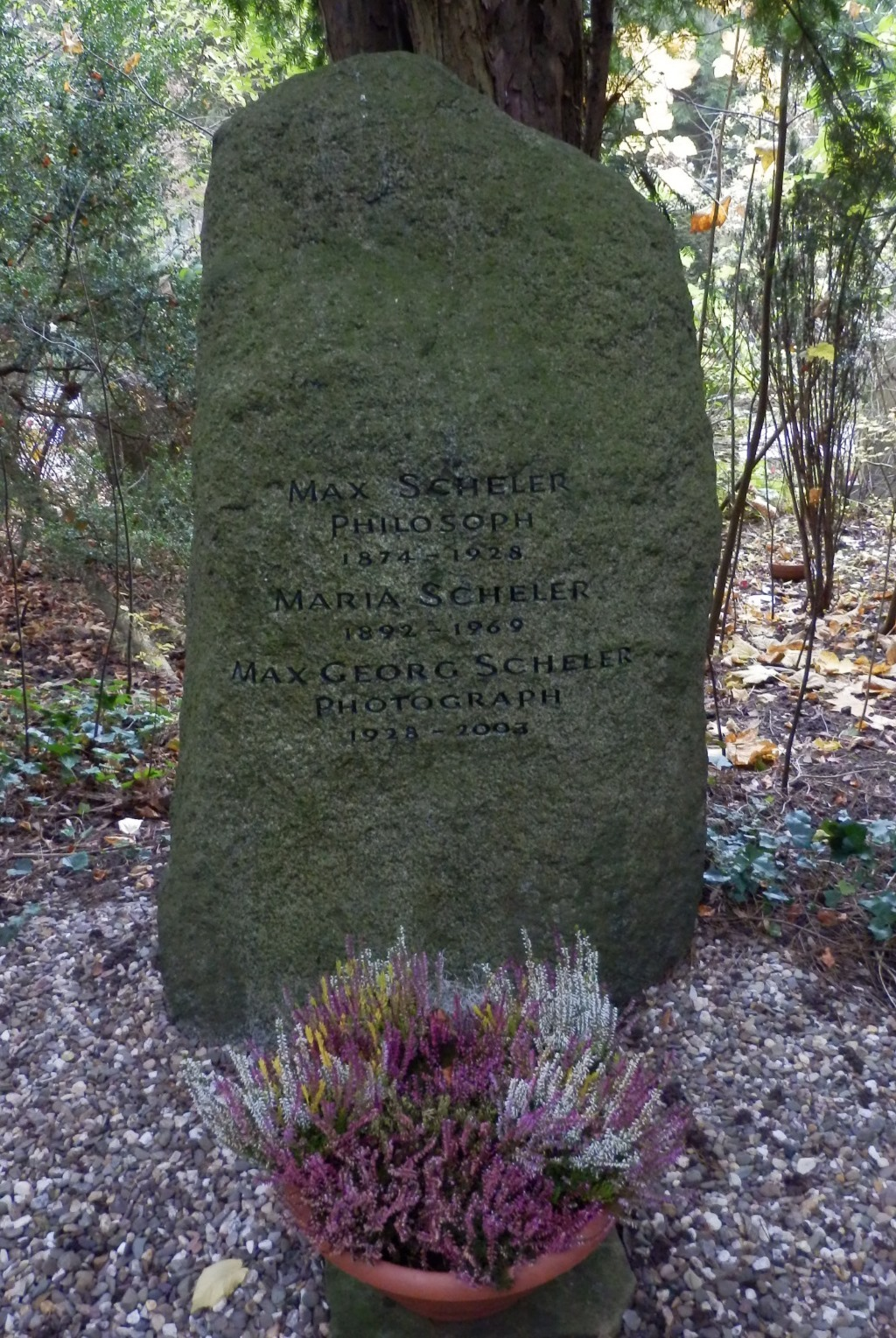
Max Scheler – Familiengrab auf dem Kölner Südfriedhof

An der Deutschen Hochschule für Politik in Berlin hielt er am 5. November 1927 einen Vortrag zum Thema Der Mensch im Zeitalter des Ausgleichs. Mit diesem Ausgleich wollte er den „uralten tragischen deutschen Gegensatz von Macht und Geist überwinden“ und die Parlamentarische Demokratie der Weimarer Republik gegen Angriffe von rechts und links verteidigen.
Einen Ausgleich wollte er auch gegenüber den „Panromantikern“ wie Ludwig Klages suchen, eine Brücke zwischen dem Männlichen und Weiblichen, der westlichen und östlichen Welt, den apollinischen und dionysischen Tendenzen im Geiste der Idee Nietzsches schlagen. Er vertrat die Ansicht, dass es ohne diese geistige Brückenbildung des Ausgleichs zu einer verhängnisvollen Entwicklung kommen müsse.
Kurz vor seinem Tod veröffentlichte er Anfang 1928 Die Stellung des Menschen im Kosmos, ein Spätwerk, welches auf einen Vortrag im April 1927 zurückging, den er auf der Tagung Mensch und Erde in Darmstadt an der Schule der Weisheit des Grafen Hermann Keyserling gehalten hatte. An dieser Veranstaltung waren außerdem der Ethnologe Leo Frobenius, der Sinologe Richard Wilhelm und der Psychologe Carl Gustav Jung beteiligt.
Scheler ist der Vater des Fotografen Max Scheler. Seine Grabstätte befindet sich auf dem Kölner Südfriedhof (Flur 18).

## Philosophie

### Materiale Wertethik
Scheler entwickelte seine Wertethik in Verbindung mit phänomenologischen Überzeugungen seiner Zeit. Um die Wende vom 19. zum 20. Jahrhundert hatten einige Philosophen begonnen – mit Edmund Husserl als Ideengeber – sich wieder mit dem ‚Objektiven‘ und ‚Wesen‘ zu beschäftigen. Darin unterschieden sie sich deutlich von positivistischen, skeptischen und wissenschaftsorientierten Philosophen des 19. Jahrhunderts – wie z. B. Ludwig Feuerbach, Karl Marx und Ernst Mach. Diese hielten ‚Objektivität‘ und ‚Wesen‘ – in der Metaphysik als ‚Substanz‘ und ‚Sein’ thematisiert – für philosophische Fragen, die nicht, oder nur anders als üblich, zu beantworten seien. Husserl und andere Phänomenologen gingen davon aus, dass es möglich und nötig sei, überzeugende Antworten im Rahmen philosophischer Traditionen zu geben.
Ihre Idee ist‚ die „Sache selbst“ in ihrem „Wesensgehalt aufscheinen“ zu lassen und zwar durch „einfühlendes Schauen und Aufdecken“. Diese Möglichkeit wird von anderen Philosophen verneint. Der phänomenologische Grundgedanke der „Wesensanschauung“, der unter dem Schlagwort „Zurück zu den Sachen“ bekannt wurde, zieht sich durch Schelers materiale Wertethik.
1913 erschien Schelers Arbeit Der Formalismus in der Ethik und die materiale Wertethik. In dieser Arbeit beschreitet er neue Wege auch über Husserl hinaus mit ontologischen (Substanz und Sein betreffend) und/oder realistischen Tendenzen. Die Erfahrung von Werten – auch als 'sittliche Erfahrung' bezeichnet – spielt dabei eine zentrale Rolle.

„Werte sind … als Wertphänomene … echte Gegenstände, die von allen Gefühlszuständen verschieden sind; ...“

Alles Gute, so die Tendenz der Wertethik Schelers, beruhe auf der Erkenntnis des Guten, auf der Einkehr in sich selbst. In dieser Einkehr und Erkenntnis sieht Sokrates, laut Platon, das sittliche Heil, bzw. die wünschenswerte Tugend oder Tüchtigkeit des Menschen. Die Erkenntnis des Guten ist das zentrale Anliegen von Platons Ideenlehre. Durch Teilhabe an den Ideen erwirbt der Mensch Kenntnisse für gutes Handeln. Für Scheler haben die intuitiv erfahrbaren Wertphänomene einen ähnlichen Charakter und eine ähnliche Funktion. Sie sind erfahrbare geistige Gegenstände, sie sind objektiv und sie wirken auf das Handeln.
Werte sind klare fühlbare Phänomene. Ob ein Wert richtig ist, entscheidet die innerlich gefühlte Wertevidenz. Heißt so viel wie: Werte stehen für sich selbst, sie sind nicht auf anderes zurückzuführen. So ähnlich wie die Farbe Gelb nicht auf andere Farben zurückgeführt werden kann.

„Es genügt unter Umständen eine einzige Handlung oder ein einziger Mensch, damit wir in ihm das Wesen dieser Werte erfassen können.“

Durch die einfühlende, bzw. intuitive Erfahrung erhalten Werte ihre existentielle Bedeutung. Diese intuitive Erfahrung ist vielschichtig, bzw. komplex. Scheler beschreibt sie wortreich und vielfältig. Er setzt dabei Unterschiede, mit denen er seine Vorstellung der intuitiven Erfahrung von anderen Sichten abgrenzt. So verneint er beispielsweise den Zusammenhang der intuitiven Erfahrung mit dem Lusterleben. Auch zur induktiven Erfahrung, der Abstraktion durch Erfahrung, sieht er keine Verbindung. Dagegen könne es hilfreich sein, das Ethos anderer Zeiten und Völker zu erforschen. So ließe sich der objektive Wertebereich erweitern und es könnten unsere kulturell begrenzten Strukturen von Werteerlebnissen reflektiert werden.
Das Sittliche ergibt sich aus dem Werteerleben, bzw. in der ‚persönlichen Sphäre des Geistigen’. Dieses führt zu einer deutlich gefühlten Wertbestimmung, aus der heraus sich spontan gutes Handeln ergibt: Es ist ein absichtsloses Handeln. Gut zu handeln, entspricht dem Wesen der geistig-fühlenden Person und geschieht autonom. In Kants Ethik bestimme dagegen der vernünftige Wille moralische Entscheidungen auf heteronome Weise. Diese Fremdbestimmung schließt Schelers Annahme des Wertfühlens, bzw. des Handelns aus 'sittlicher Erfahrung' aus. Damit nahm er wichtige Momente der Zeit auf und führte die phänomenologische Philosophie weiter. Ob die Kritik Schelers der Kantischen Ethik gerecht wird, wird in der Forschung in Frage gestellt.
Die intuitive Erfahrung der Werte zeigt außerdem ein hierarchisches System von weiteren Werten. Es sortiert für den Menschen die Werte nach grundlegenden Eigenschaften. Diese Eigenschaften strukturieren auch die Autonomie des sittlichen Handelns.
Es gibt Eigenschaften, die ihren Wert in sich selbst haben, die er ‚Selbstwertmodalitäten’ nennt. Er ordnet sie unter Termini wie
1. ‚angenehm – unangenehm’ als sinnliche Werte
2. ‚edel – gemein’ als Lebenswerte
3. ‚recht – unrecht, schön – hässlich, wahr – falsch’ als Eigenschaften geistiger Werte bzw. als Funktionen des geistigen Fühlens.
4. 'heilig – profan' als Werte für absolute Gegenstände.

Diesen ‚Selbstwertmodalitäten’ entsprechen ‚Folgewerte’ (Konsekutivwerte). Deren Eigenschaften zeigen sich in Reaktionen auf andere Menschen, Kunst, Wissenschaft, Gesetzgebung als
1. ‚gefallen-missfallen’,
2. ‚billigen – missbilligen’,
3. ‚achten – missachten’,
4. ‚nützlich – schädlich’‚
5. 'vergelten’ und
6. 'Sympathie'.

Diese Werte sind ebenfalls hierarchisch geordnet. Alle Eigenschaften sorgen für Sicherheit und Gewissheit beim Handeln.
Schelers „materiale Werteethik“, so wird in der Forschung behauptet, „stellt ohne Zweifel die Hauptleistung der Ethik des 20. Jahrhunderts dar…“ und sei vergleichbar mit Sichtweisen, die in asiatischen Kulturen leitend funktionieren. Das Wertfühlen, die intuitiven Wertphänomene, die Scheler als Grundlage des individuellen Handelns bezeichnet, könne analog zu asiatischen Sichten auf dieses Thema so beschrieben werden. „… wir erkennen, dass die Phänomene nichts anderes sind, als Anblicke der eigenen geistigen Beschäftigung, …“ Diese Phänomene seien auch im buddhistischen Selbstverständnis die Grundlage der Verantwortung für das eigene Handeln. Den Austausch zwischen östlichen und westlichen Philosophien und Erlösungstheorien hatte sich Scheler bereits 1925 gewünscht.

### Bildung, Menschenbild und die Formen des Wissens
Im Kontext von Bildung und Wissen thematisiert Scheler seine Ideen zur ‚Philosophischen Anthropologie’. In seiner Vorrede zu seiner Schrift Die Stellung des Menschen im Kosmos spricht er von einer gegenwärtigen, gemeinsamen Aufgabe, an der sich zu seiner Zeit – außer den Philosophen – Biologen, Mediziner, Psychologen und Soziologen bereits beteiligen. Man sei nun auch bereit, sich Gedanken darüber zu machen, worin im Zusammenhang mit dem Wissen einzelner Wissenschaften das Wesen des Menschen bestehe.
Die Frage nach dem ‚Wesen des Menschen’ thematisiert philosophisch die unveränderliche Konstante in jedem Menschen. Dabei werden individuelle Unterschiede vernachlässigt und menschliches Handeln an objektiven Kriterien gemessen.
Scheler stellt seine Antwort in eine Reihe traditioneller Antworten und verbindet sie mit den neuesten Ergebnissen anderer Wissenschaften seiner Zeit. Diese Arbeitsweise entspricht der phänomenologischen Idee der Erforschung der „Lebenswelt“.

„Ich habe es darum unternommen, auf breitester Grundlage einen neuen Versuch einer Philosophischen Anthropologie zu geben.“

Zu dieser ‚breitesten Grundlage’ gehört der Wert ‚Bildung’. 1925 arbeitete Scheler ihn in Die Formen des Wissens und die Bildung aus. Er ist an sein Menschenbild geknüpft. Wenn man den Menschen nur funktionalistisch betrachtet, erscheine er als Fehlentwicklung der Natur; zumindest sei er, was den Aufwand für seine Selbsterhaltung betrifft, äußerst ineffizient. Scheler wendet sich gegen dieses naturwissenschaftliche Menschenbild als der einzigen Leitidee für Bildung. Der Mensch hat geistige Bedürfnisse, er hat „Geist“ und „Vernunft“, die naturwissenschaftlich nicht fassbar sind. Wer „Geist“ und „Vernunft“ nur als ‚kompliziertes Nebenergebnis des Lebensdranges’ sieht, werde seine Idee und den Wert von ‚Bildung’ nicht nachvollziehen können. Das Wort ‚Bildung’ „will einen Selbstwert setzen“ formuliert Scheler.
Er erläutert seine Idee vom Menschen, indem er sich auf die neu erkannten Fähigkeiten von Tieren bezieht. Wie z. B. technische Intelligenz, die Fähigkeit, sinnvoll zu wählen, Werkzeuggebrauch, Werkzeugherstellung, altruistische Handlungen u. a.:

„Es ist der große, auch philosophische Wert, den die junge so rüstig fortschreitende Tierpsychologie besitzt, dass sie uns gezeigt hat, wie sehr man früher geneigt war, die psychischen Fähigkeiten der Tiere zu unterschätzen.“

Letzteres hatte man zuvor nur dem Menschen zugesprochen. Dies charakterisiert Scheler als grundlegende Fehleinschätzung der philosophischen Forschung zur Anthropologie.
Andererseits hält es Scheler für zutreffend, dass der Mensch mehr ist als seine Fertigkeiten und Fähigkeiten. Er habe im Unterschied zum Tier Bereiche, bzw. ‚Sphären’ mit einer eigenen bedeutungsvollen Binnenstruktur. In diesen ‚Sphären’ könne der Mensch „Akte von einer autonomen Gesetzlichkeit“ vollziehen, die sich nicht mit den dazu grundlegenden Gesetzen der Physiologie verstehen lässt. Zu den „Akten der autonomen Gesetzlichkeit“ rechnet Scheler z. B. Folgendes: Der Mensch ist durch Nachdenken in der Lage, die Erhaltung und Verwirklichung eines geistigen Wertes (Ehre, Würde, Heil, Überzeugung) sogar dem höchsten Lebenswert, der Erhaltung des eigenen Daseins, vorzuziehen. Ein Tier hat nicht die Fähigkeit, sich zwischen Werten zu entscheiden, bzw. einen Wert dem anderen vorzuziehen.
Der menschliche Geist zeichne sich im Wesentlichen durch folgende Merkmale aus, die ihn vom Tier unterscheiden: Menschen werden durch kulturelle Werte gelenkt. Sie sind zur begierdefreien Liebe fähig und sind unabhängig von ihren Trieben. Menschen können Einsichten über das Wesen der Dinge gewinnen und allgemein-gültige Werte finden. Tiere ‚leben ausschließlich in ihrer Umwelt’, doch der Mensch reicht „über alles mögliche Milieu des Lebens“ hinaus.
Um dieses Hinausreichen, Transzendieren zu verwirklichen, ist der Mensch auf Bildung angewiesen. Durch Bildung kann der Einzelne über sich hinaus wachsen. So verwirklicht er sein ihm eigenes Wesen, bzw. seine göttliche Natur. Menschwerdung und das Werden der Gottheit sind untrennbar verbunden.
Diese Verbindung gestaltet den Weltprozess. In seinem Konzept der Kosmologie ist der Mensch ein „Mikrokosmos“, der den „Makrokosmos“ (das Universum) in sich abbildet. Durch Bildung erhält er Kenntnisse über die Gottheit und Einsichten in das Wesen des Zusammenwirkens mit ihr. Im Gegenzug vermag die Gottheit „sich selbst zu wissen und zu erfassen, zu verstehen und sich zu erlösen“. So erhält die Menschwerdung durch den ‚Wert Bildung’ eine alles Individuelle übersteigende, kosmologische Dimension, sie ist „der Sinn der Erde, ja der Welt selbst“.

„… alle Ausbildung »zu etwas« ist für die aller äußersten »Zwecke« ermangelnde Bildung da – für den wohlgeformten Menschen selbst.“

Trotz allem vertritt Scheler keinen „Dandyismus“, wie er es ausdrückt: Der Mensch soll kein Kunstwerk werden. Bildung ist nicht „Sich-zum-Kunstwerk-machen-Wollen“, vielmehr von jeglichem Wollen frei zu halten. In der Bildung soll der Mensch sich „verlieren“, um sich selbst zu gewinnen. Dies gelingt, indem man sich von einem Vorbild erfassen lässt. Die so wirksam werdenden Vorbilder können unterschiedlicher Art sein. Denn es gibt nicht die einzige Humanität, die für alle Menschen gilt.
In diesem Sinn beschreibt Scheler drei leitende Arten von Wissensformen:
1. das Leistungs- und Herrschaftswissen der positiven Wissenschaften zur Erlangung praktischer Ziele
2. das Bildungswissen der Philosophie zur Ausformung der Persönlichkeit
3. das Erlösungs- und Heilswissen der Religionen als liebende Teilhabe am Prozess des Seins selbst.[35]

Jede dieser Wissensformen zeichnet sich durch spezifische Motivation, Erkenntnisziele, Erkenntnisakte, vorbildhafte Persönlichkeitstypen, soziale Gruppen des Wissenserwerbs und der Wissensverbreitung, sowie historischer Bewegungsformen aus. Diesen entsprechen die Wertmodalitäten 1) Vitalwerte 2) Geisteswerte 3) Heiligkeitswerte. Alle drei Werte hält Scheler für notwendig. Die einseitige Ausrichtung der abendländischen Kultur auf das Leistungswissen gefährdet diese Werte. Die asiatischen Kulturen verfügen dagegen über einen gewaltigen Vorsprung in den Bereichen des philosophischen Bildungs- und Erlösungswissens. Um die Einseitigkeiten zu beheben, plädiert Scheler für einen Kulturaustausch. Der höchste Wert in diesem Austausch komme dabei dem Erlösungswissen zu. Das Erlösungswissen allein sei zweckfrei und diene so der Menschwerdung. Leistungs- und gesellschaftlich relevantes Wissen stehen letzten Endes in dessen Dienst. Deshalb könne das humanistische Bildungswissen nicht das letzte Ziel sein.

### Philosophische Anthropologie
Anthropologie beschäftigte Scheler mehr als jedes andere philosophische Thema. 1928 veröffentlichte er für seine ‚Philosophische Anthropologie’ eine Gliederung der Bereiche, die er darin berücksichtigen wollte:
- eine Typologie des menschlichen Selbstbewusstsein,
- Wesensontologie des Menschen,
- vergleichende Darstellung von Mensch und Tier,
- eine Lehre vom zeitlichen Ablauf des menschlichen Lebens,
- eine Lehre vom Ursprung des Menschen,
- eine Philosophie des Menschen unter sozialer und historischer Sicht,
- die Zukunft des Menschen,
- ein Vergleich zwischen verschiedenen Anthropologien auf der Grundlage der Wesensontologie
- und das Verhältnis des Menschen zum Weltgrund.

Er hatte bereits früher angekündigt, eine grundlegende und umfassende ‚Philosophische Anthropologie’ zu veröffentlichen. Nach seinem Tod wurde festgestellt, dass er nicht angefangen hatte, sie zu schreiben. Er hinterließ Vorträge und Äußerungen zu Themen seiner Anthropologie in anderen Veröffentlichungen. Der umfangreichste Vortrag war ‚Die Stellung des Menschen im Kosmos’, der als Buch vorliegt. In diesem Buch gibt er eine ‚kurze, sehr gedrängte Zusammenfassung einiger Hauptpunkte seiner ‚Philosophischen Anthropologie’.
Zu diesen Hauptpunkten gehört ‚das Wesen des Menschen’. Für den Phänomenologen und Metaphysiker Scheler ergibt sich dieses Wesen aus der Entwicklung des organischen Lebens und den Tätigkeiten des Geistes. Diese Zusammenschau führte schließlich zu Schelers Lehre, dass der Mensch sowohl als biopsychisches Lebewesen und als ‚Träger des Geistes’ anzusehen sei. Zeitgenossen wie der Phänomenologe Helmuth Plessner definierten den Menschen ausschließlich vom Organischen und vom Historischen her. Den Menschen sieht Scheler außerdem in einem ‚Weltengrund’ verwurzelt. Das ist das Thema der metaphysischen Seite seiner Anthropologie. Die empirischen Wissenschaften haben ihren eigenen Zugang zur Anthropologie. Die Metaphysik müsse die empirischen Ergebnisse berücksichtigen.

#### Das Wesen des Lebens
Scheler bestimmt die menschliche Lebensform zuerst dadurch, dass er den Menschen mit dem Tier vergleicht. Er erläutert in einem organischen Stufenmodell sein Bild vom Lebewesen. Hier nennt er vier organische Stufen der Entwicklung biologischer und psychischer Lebensformen. Jeder biologischen Stufe ordnet er eine psychische zu, die er ‚Stufen von der Innenseite des Lebens’ nennt. Alle Entwicklungsstufen, die Scheler im Anschluss an den Metaphysiker Nicolai Hartmann auch als ‚Schichten’ bezeichnete, bauen hierarchisch aufeinander auf. Die Kategorien einer niederen Schicht werden in der höheren verwandelt. Sie werden dabei um etwas Neues bereichert. Jede Schicht charakterisiert Scheler durch ein bestimmtes Prinzip.
1. Die Schicht des Gefühlsdranges: Scheler gibt ihm die Eigenschaften ‚dunkel’, ‚undifferenziert’ sowie ‚ekstatisch’ und benennt ihn als Antrieb für alles, was Tiere und Menschen empfinden, wahrnehmen und sich vorstellen. Er vergleicht die Arbeitsweise des Gefühlsdrangs beim Menschen mit dem autonomen Funktionieren des vegetativen Nervensystems. Schon bei Pflanzen dürfe man von Gefühlsdrang sprechen, der sich im Wachsen zeige. Bei Tier und Mensch sei das Triebleben Ausdruck des Gefühlsdrangs. Den Gefühlsdrang beim Menschen versteht Scheler psychisch umfassend als „Machtpotential der Subjektivität“.
2. Schicht des Instinkts: Diese Schicht ist eine erste Differenzierung des Gefühlsdrangs und seiner Eigenschaften. Scheler definiert ‚Instinkt’ durch verschiedene Verhaltensweisen. So vermeidet er, sich auf eine allgemeinverbindliche Bedeutung festlegen zu müssen. Genauso verfährt er bei den weiteren Schichten. Er folgert aus den verschiedenen Verhaltensweisen: Bestimmte Reize (Geburt eines Küken) lösen einen unveränderlich gleichen Ablauf aus (Brutverhalten). Das instinktive Verhalten sei determiniert und also eine primitive Form des Seins. Beim Menschen seien Instinktreste wie das „Kindchenschema“ zu beobachten.
3. Schicht des assoziativen Gedächtnisses: Wie der Instinkt den ‚dunklen Gefühlsdrang’ erweitert, so erweitert die Schicht des assoziativen Gedächtnisses die des Instinkts. Das ‚assoziative Gedächtnis’ versteht Scheler als 'Wiederholungstrieb', der sich als 'nachahmen' und 'kopieren' im Verhalten zeige. Dieser Wiederholungstrieb, bzw. das ‚assoziative Prinzip’ sei ein ‚konservatives Prinzip’. Es stelle dem Individuum ausschließlich die Handlungsmöglichkeiten der Tradition seiner Art zur Verfügung. Lebewesen dieser Stufe verfügen assoziativ über das, was sie wahrnehmen und woran sie sich erinnern. Wahrnehmen und Erinnern an eigenes und fremdes Verhalten sind für Scheler die psychischen Bedingungen des traditionellen Handelns; sie sind die ‚Innenseite des Lebens’ dieser Entwicklungsstufe. Das organische Individuum löse sich nach und nach aus der Artgebundenheit, aus der Starrheit des Instinktes sowie aus den Trieben, Gefühlen und Affekten. Es könne sich nun an nicht-arttypische Situationen anpassen, z. B. beim Sexualverhalten. Es lasse sich feststellen, dass der Sexualimpuls ausschließlich der Fortpflanzung diene, solange er in Brunstzeiten eingebettet ist. „Herausgelöst aus der ‚instinktiven Rhythmik’, wird er mehr und mehr selbständige Quelle der Lust“ – und kann „schon bei höheren Tieren … den biologischen Sinn seines Daseins weit überwuchern (z. B. Onanie bei Affen, Hunden)“.
4. Schicht der praktischen Intelligenz: Diese Schicht ‚korrigiere’ das assoziative Prinzip. Sie sei prinzipiell noch ‚organisch gebunden’ und werde durch weitere, ebenfalls organisch gebundene Fähigkeiten ergänzt. Lebewesen mit praktischer Intelligenz können zwischen ,Gütern’ wählen. Dies zeige sich z. B. als Auswahl von Sexualpartnern (Anfänge des Eros). Das Verhalten, das als Ausdruck praktischer Intelligenz gelten könne, sei ein plötzliches Ereignis, bei dem ein Lebewesen aus sich heraus zum ersten Mal eine Aufgabe löst, die seine Bedürfnisse stillt. Die psychische Seite dieses Verhaltens definiert Scheler „als Einsicht in einen Sachverhalt (seinem Dasein und zufälligen Sosein nach) auf Grund eines Beziehungsgefüges“. Es handle sich hier um ‚produktives Denken’, das immer „die Antizipation, das Vorher-Haben eines neuen nie erlebten Tatbestandes (pro-videntia, prudentia, Klugheit, Schlauheit, List)…“ mit einbezieht. Zu diesem produktiven Denken rechnet Scheler auch das technische Denken der Menschen. „Zwischen einem klugen Schimpansen und Edison, dieser nur als Techniker genommen, besteht nur ein (wenn auch großer) … gradueller Unterschied.“
Auch Tiere erreichen diese Stufe, fügt Scheler hinzu und widerspricht damit vielen Zeitgenossen. Die Versuche des Psychologen Wolfgang Köhler „... erweisen nach meiner Ansicht klar, daß die Leistungen der Tiere nicht alle aus Instinkten und dazutretenden assoziativen Vorgängen (Gedächtniskomponenten vorhandener Vorstellungsverbindungen) abgeleitet werden können, daß vielmehr in einigen Fällen echte Intelligenzhandlungen vorliegen.“
Folgendes ungefähr passiere bei solchen Intelligenzhandlungen auf der psychischen Seite des Lebens: 

„Indem das Triebziel, z. B. eine Frucht, dem Tiere optisch aufleuchtet und sich gegenüber dem optischen Umwelt-Felde scharf abhebt und verselbständigt, bilden sich alle Gegebenheiten, die die Umwelt des Tieres enthält, eigenartig um, … Es (das Tier) erhält ein derartiges relativ 'abstraktes' Relief, daß (andere) Dinge … den abstrakten dynamischen Bezugscharakter 'Ding zum Fruchtholen' erhalten; … Die Triebdynamik im Tiere selbst ist es, die sich hier zu versachlichen und in die Umgebungsbestandteile hinein zu erweitern beginnt.“

Das betreffende andere Ding (z. B. ein Stock), das das Tier benutzt, um in den Besitz der Frucht zu kommen, erhält den vorübergehenden dynamischen Funktionswert „… eines ‚Etwas zur Annäherung der Frucht’“ (Werkzeugvorstellung). Dieses Etwas scheint sich aus der Sicht des Tieres auf das Ziel (die Frucht) zu richten, bzw. auf es hinzubewegen. Das Tier kann also im Vollzug der praktischen Intelligenz in seine Triebstruktur eingreifen, um Vorteile zu erreichen.
Damit ist die biopsychische Stufenfolge abgeschlossen, so wie sie die Wissenschaft herausgestellt hat, bemerkt Scheler. Die objektiven wesensphänomenalen Eigenschaften des Lebendigen wie Selbstbewegung, Selbstformung, Selbstdifferenzierung, Selbstbegrenzung sind dargestellt.

#### Das Wesen des Geistes
Diesen biopsychischen Schichten setzt Scheler das gänzlich andere Prinzip des Geistes entgegen. Durch den Geist ist der Mensch dem Naturzusammenhang vollkommen ‚enthoben’. Das Prinzip des Geistes …

„...steht außerhalb alles dessen, was wir 'Leben' im weitesten Sinne nennen können: Das, was den Menschen allein zum 'Menschen' macht, ist nicht eine neue Stufe des Lebens …, sondern es ist ein allem und jedem Leben überhaupt, auch dem Leben im Menschen entgegengesetztes Prinzip, eine echte neue Wesenstatsache, die als solche überhaupt nicht auf die 'natürliche Lebensevolution' zurückgeführt werden kann, sondern,… nur auf den obersten einen Grund der Dinge selbst zurückfällt …, dessen eine große Manifestation das 'Leben' ist.“

Der Mensch sei deshalb, so Scheler, ‚umweltfrei’ und ‚weltoffen’ und zu ‚vollendeter Sachlichkeit’ fähig. Sein Verhältnis zur Welt und zu sich selber sei dem des Tieres gegenüber ‚umgekehrt’. Der Mensch könne sich von der Welt distanzieren, sich selber reflektieren und sich die Welt zum Objekt machen, weil er ‚Träger des Geistes’ sei. Der ‚Geist’ macht die ‚Sonderstellung des Menschen’ aus, ist – zugespitzt – die Aussage der philosophischen Anthropologie Schelers.
Der Mensch verwirklicht und überschreitet die Schichten der organischen und psychischen Lebensprinzipien und wird schließlich Vertreter der ‚Sphäre’ des Geistes. Diese Sphäre manifestiere sich in der ‚Person im Menschen’. Sie ist das ihm gemäße ‚ontische (seinsgemäße) Zentrum’, seine raumzeitliche Einheit und sein Individuum’.
Dieses Zentrum aber, so Scheler weiter, kann der Mensch nicht zum ‚Gegenstand seiner Erkenntnis’ machen. Die Person sei nur, indem sie denkt: ihr Sein bestehe ausschließlich im ‚freien Vollzug ihrer (Denk-)Akte’.

„Zum Sein unserer Person können wir uns nur sammeln, zu ihm hin uns konzentrieren – nicht aber es objektivieren.“

Sie ist und bleibt eine unbekannte Größe des Menschen, sie ist 'sein X'. Scheler behauptet, dass diese unbekannte Größe, sich 'im obersten Seinsgrunde selbst' befindet. Diesen Seinsgrund nimmt er zwingend an, weil es einen ‚unverbrüchlichen Wesenszusammenhang von Akt und Idee’ gäbe.
Zusammen mit den Akten jenes ‚geistigen Seinsgrundes’ wirken Menschen mit ihren Denk-Akten an einer geistigen Wesensordnung mit, die objektiv und zielgerichtet ist. Dieses geistige, bzw. denkende Mitwirken ist eingebettet in das Zusammenwirken von biophysischem Leben und Geist. Der Geist durchdringt das Leben mit Ideen, die dem Leben erst seine Bedeutung geben. Das Leben ermöglicht dagegen erst den Geist und gibt ihm eine Tätigkeit, um sie im Leben zu verwirklichen.

„So wesensverschieden auch 'Leben' und 'Geist' sind, so sind doch beide Prinzipien im Menschen aufeinander angewiesen: der Geist ideiert das Leben – den Geist aber von seiner einfachsten Aktregung an bis zur Leistung eines Werkes, dem wir geistigen Sinngehalt zuschreiben, in Tätigkeit zu setzen und zu verwirklichen, vermag das Leben allein.“

Mit ideieren bezeichnet Scheler das Erfassen von essentiellen Beschaffenheiten und Aufbauformen der Welt. Das entspricht seiner Interpretation der ‚phänomenologischen Wesensschau’ Husserls. Die Wesensschau und die Tätigkeit der Einheit Physis (Körper) und Psyche (Seele) ergänzen sich. Die Dreiteilung des Menschen und des Kosmos in Körper, Seele und Geist ist eine fast zweitausendjahrealte neuplatonische bzw. christlich-metaphysische Einteilung von Plotin und Augustinus. Die Trennung von Körper und Geist wird in dem neuzeitlichen Dualismus von Körper und Geist-Seele z. B. bei Descartes fortgesetzt. Beide Arten der Trennung verwirft Scheler. Die neue Trennung, bzw. der neue Dualismus, den er anzutreffen glaubt, ist der zwischen Geist und Leben.
Scheler distanziert sich auch von anthropologischen Ideen, die, aus seiner Sicht, das Wesen des Lebens in seiner Eigenart und Eigengesetzlichkeit übersehen. Dazu gehören für ihn sensualistische, positivistische, naturwissenschaftliche Philosophen von der Antike bis zur Gegenwart, wie Epikur, Lukrez, La Mettrie, Hume, Mach. Er lehnt außerdem vitalistische Konzepte ab. Das ‚Prinzip Leben’ für die Gesamtauffassung des Menschen werde von Vitalisten ‚weit überschätzt’, meint er. Zu ihren Vertretern rechnet er beispielsweise: Charles Sanders Peirce, William James, John Dewey, Friedrich Nietzsche.

## Kritiken zur Philosophischen Anthropologie
Die Veröffentlichungen von Schelers „Die Stellung des Menschen im Kosmos“ und Plessners „Die Stufen des Organischen“ gelten als Durchbruch zu dem, was seither unter ‚Philosophischer Anthropologie’ bekannt geworden ist.
Ernst Cassirer und Martin Heidegger stellen fest, dass Scheler kein neuer Entwurf philosophischer Anthropologie gelungen sei. Laut Cassirer bleibt Scheler beim Dualismus von Descartes. Er erbe damit auch die für den Cartesianismus charakteristischen Probleme. Heidegger behauptet, Scheler wiederhole eigentlich nur das traditionelle Additionsmodell vom Menschen als einem ‚vernünftigen Lebewesen’. Er setze ontologisch unreflektiert den Menschen mit ‚Lebewesen plus Vernunft’ gleich.
Aus theologischer Sicht bleibt Schelers Versuch wichtig, seine neue Anthropologie mit metaphysischen Ausblicken auf den Weltgrund zu verbinden. „Dieser Grund sei bipolar; er verbinde die Selbstbehauptung des Lebensdranges mit der Ausrichtung des Geistes auf Wesenheiten. So lassen sich z. B. die technischen Leistungen des Menschen von seinem Weltauftrag her bestimmen und eingrenzen.“
Von metaphysischer Seite wird von einigen vorgebracht, dass die Einheit, die Scheler mit seiner Anthropologie vorschwebte, heute nicht mehr zu verwirklichen sei. Der Tübinger Philosoph Walter Schulz geht davon aus, dass die Frage nach dem Wesen des Menschen kein philosophisches Projekt mehr ist. Heute hätten die (Natur-)Wissenschaften das Wort. Auch Scheler beschrieb dieses Auseinanderdriften von Metaphysik und Empirie: „Der Mensch ist ein so breites, buntes, mannigfaltiges Ding, dass die Definitionen alle ein wenig zu kurz geraten. Er hat zu viele Enden.“

## Ehrungen
In München, Köln, Leverkusen und Solingen gibt es eine Max-Scheler- bzw. Schelerstraße, in Dortmund-Scharnhorst wurde der Schelerweg nach ihm benannt. 

## Literatur

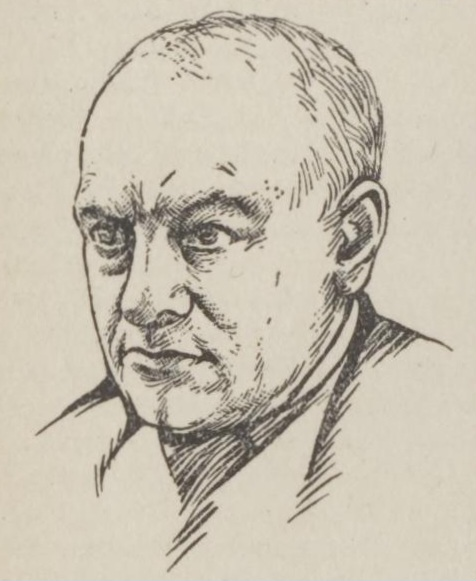
Max Scheler

### Werke
- Zur Phänomenologie und Theorie der Sympathiegefühle und von Liebe und Hass, 1913
- Der Genius des Kriegs und der Deutsche Krieg, 1915
- Der Formalismus in der Ethik und die materiale Wertethik, 1913–1916
- Krieg und Aufbau, 1916
- Die Ursachen des Deutschenhasses, 1917
- Vom Umsturz der Werte, 1919
- Neuer Versuch der Grundlegung eines ethischen Personalismus, 1921
- Vom Ewigen im Menschen, 1921
- Probleme der Religion. Zur religiösen Erneuerung, 1921
- Wesen und Formen der Sympathie, 1923 (neu aufgelegt als Titel von 1913: Zur Phänomenologie …)
- Schriften zur Soziologie und Weltanschauungslehre, 3 Bände, 1923/1924
- Die Wissensformen und die Gesellschaft, 1926
- Der Mensch im Zeitalter des Ausgleichs, 1927
- Die Stellung des Menschen im Kosmos, 1928
  - Erkenntnis und Arbeit. Eine Studie über Wert und Grenzen des pragmatischen Motivs in der Erkenntnis der Welt.
- Philosophische Weltanschauung, 1929
- Logik I. (Fragment, Korrekturbögen). Amsterdam 1975, ISBN 90-6203-229-X.

Ausgaben
- Gesammelte Werke. 16 Bände. Bouvier, 1954–1998. Inhaltsverzeichnis auf der Homepage der Max Scheler Gesellschaft (s. Weblinks).
- Schriften zur Anthropologie. Reclam, Ditzingen 1994, ISBN 3-15-009337-6.
- Die Stellung des Menschen im Kosmos. 16. Auflage. Bouvier, Bonn 2007, ISBN 978-3-416-02592-8.
- Der Formalismus in der Ethik und die materiale Wertethik, hrsg. von Christian Bermes, Hamburg 2014, ISBN 978-3-7873-2476-7.
- Ethik und Kapitalismus – Zum Problem des kapitalistischen Geistes, hrsg. v. Klaus Lichtblau, 2., überarbeitete Auflage, Wiesbaden 2023, ISBN 978-3-658-40761-2.

### Sekundärliteratur
Philosophiebibliographie: Max Scheler – Zusätzliche Literaturhinweise zum Thema
Eine Sammlung der Sekundärliteratur ab dem Jahr 2000 findet sich auf der Homepage der Max Scheler Gesellschaft (s. Weblinks).
- Ralf Becker, Christian Bermes, Heinz Leonardy (Hrsg.): Die Bildung der Gesellschaft. Schelers Sozialphilosophie im Kontext. Königshausen & Neumann, Würzburg 2007, ISBN 978-3-8260-3551-7.
- Christian Bermes, Wolfhart Henckmann, Heinz Leonardy (Hrsg.): Solidarität. Person und soziale Welt. Königshausen & Neumann Verlag, Würzburg 2005, ISBN 3-8260-3303-5.
- Christian Bermes, Wolfhart Henckmann, Heinz Leonardy (Hrsg.): Vernunft und Gefühl. Schelers Phänomenologie des emotionalen Lebens. Königshausen & Neumann, Würzburg 2003, ISBN 3-8260-2486-9.
- Christian Bermes, Wolfhart Henckmann, Heinz Leonardy (Hrsg.): Person und Wert. Schelers „Formalismus“ – Perspektiven und Wirkungen. (Philosophische Kontexte), K. Alber Verlag, Freiburg i.Br. 2000, ISBN 3-495-47970-8.
- Christian Bermes, Wolfhart Henckmann, Heinz Leonardy (Hrsg.): Denken des Ursprungs – Ursprung des Denkens. Schelers Philosophie und ihre Anfänge in Jena. Königshausen & Neumann, Würzburg 1998, ISBN 3-8260-1537-1. (Kritisches Jahrbuch der Philosophie, Bd. 3)
- Guido Cusinato: Person und Selbsttranszendenz: Ekstase und Epoché des Ego als Individuationsprozesse bei Schelling und Scheler. Königshausen & Neumann, Würzburg 2012, ISBN 978-3-8260-4945-3.
- Guido Cusinato: Anthropogenese. Hunger nach Geburt und Sharing der Gefühle aus Max Schelers Perspektive. In: Thaumàzein. 2015, http://rivista.thaumazein.it/index.php?journal=thaum&page=article&op=view&path%5B%5D=38.
- Kurt Flasch: Die geistige Mobilmachung: die deutschen Intellektuellen und der Erste Weltkrieg; ein Versuch. Alexander Fest Verlag, Berlin 2000.
- Konrad Fuchs: SCHELER, Max Ferdinand. In: Biographisch-Bibliographisches Kirchenlexikon (BBKL). Band 9, Bautz, Herzberg 1995, ISBN 3-88309-058-1, Sp. 75–77 (Artikel/Artikelanfang im Internet-Archive).
- Paul Good: Max Scheler. Eine Einführung. Parerga Verlag, Düsseldorf u. a. 1998, ISBN 3-930450-34-8.
- Hans H. Groothoff: Max Scheler: Philosophische Anthropologie und Pädagogik zwischen den Weltkriegen. Eine Studie. Verlag Dr. Kovac, Hamburg 2003 (= Erziehung – Bildung – Unterricht. Band 103), ISBN 3-8300-0860-0.
- Wolfhart Henckmann: Scheler, Max Ferdinand. In: Neue Deutsche Biographie (NDB). Band 22, Duncker & Humblot, Berlin 2005, ISBN 3-428-11203-2, S. 644–646 (Digitalisat).
- Wolfhart Henckmann: Max Scheler. Beck Verlag, München 1998, ISBN 3-406-41943-7.
- Peter Hoeres: Der Krieg der Philosophen. Die deutsche und britische Philosophie im Ersten Weltkrieg. 2004, ISBN 978-3-506-71731-3.
- Heinrich Lützeler: Der Philosoph Max Scheler. Bouvier Verlag, Bonn 1947.
- Wilhelm Mader: Max Scheler. In Selbstzeugnissen und Bilddokumenten. 2. Auflage. Rowohlt Verlag, Reinbek bei Hamburg 1995, ISBN 3-499-50290-9
- Stephan Moebius: Soziologie in der Zwischenkriegszeit in Deutschland. In: Karl Acham, Stephan Moebius (Hrsg.): Soziologie der Zwischenkriegszeit. Ihre Hauptströmungen und zentralen Themen im deutschen Sprachraum. Springer VS, Wiesbaden 2021, ISBN 978-3-658-31398-2, S. 31–176.
- Jan H. Nota: Max Scheler. Der Mensch und seine Philosophie. Börsig Verlag, Fridingen a. D. 1995, ISBN 3-9802256-4-X.
- Ernst W. Orth, Gerhard Pfafferott (Hrsg.), Studien zur Philosophie von Max Scheler. K. Alber Verlag, Freiburg i.Br. 1994 (= Phänomenologische Forschungen. Band 28/29), ISBN 3-495-47798-5.
- Gerhard Pfafferott (Hrsg.): Vom Umsturz der Werte in der modernen Gesellschaft. II. Internationales Kolloquium der Max Scheler Gesellschaft. Bouvier Verlag, Bonn 1997, ISBN 3-416-02621-7.
- Gérard Raulet (Hrsg.), Max Scheler. L'anthropologie philosophique en Allemagne dans l'entre-deux-guerres – Philosophische Anthropologie in der Zwischenkriegszeit. Éditions de la Maison des sciences de l'homme, Paris 2001, ISBN 2-7351-0937-2.
- Angelika Sander: Max Scheler zur Einführung. Junius Verlag, Hamburg 2001, ISBN 3-88506-338-7. (Zur Einführung, Bd. 238)